# Cristòfol Montserrat i Jorba
Cristòfol Montserrat i Jorba (Barcelona, 1866 - Barcelona, 1935) fou un pintor català especialitzat en el gènere del retrat durant els segles XIX i XX. Obtingué la insígnia de Gran Cavaller de la Reial Gran Corona d'Itàlia (1929) i la Gran Placa d'Alfons XIII pels seus retrats de Benito Mussolini i de diferents personalitats de la monarquia espanyola, a més d'altres personatges relacionats amb la reialesa europea i la burgesia espanyola.

## Biografia

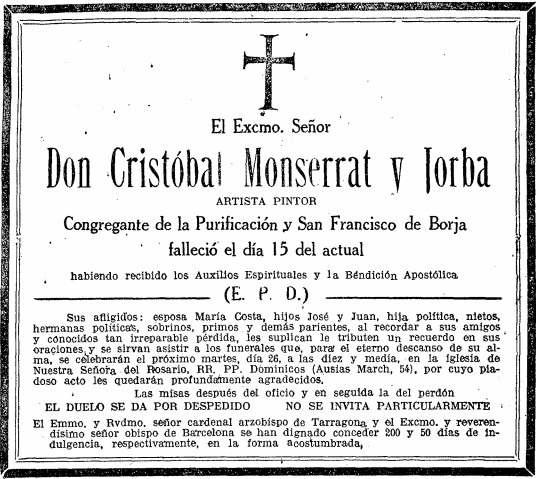
Esquela de Cristófol Montserrat Jorba apareguda a "La Vanguardia (24/11/1935)

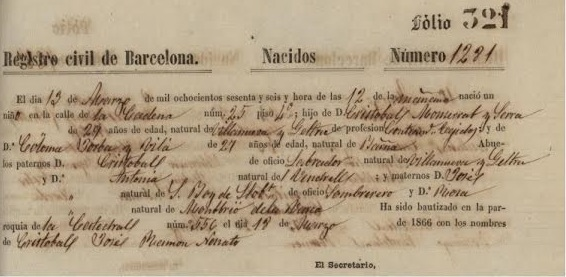
Partida de Naixement del pintor

Cristòfol Montserrat Jorba va néixer el 13 de març de 1866 al carrer Cadena, 25 (Barcelona) en el llindar d'una família de comerciants. Fill de Cristóbal Monserrat i Serra i de Coloma Jorba i Vilà, fou batejat a la Parròquia de la Catedral el dia 18 de març del mateix any sota el nom de Cristòfol José Ramón Nonato. Passà gran part de la seva infància a Vilanova i la Geltrú. Aquesta localitat fou important per al desenvolupament intel·lectual i artístic del pintor, atès que va estar estretament relacionat amb Víctor Balaguer i amb la Biblioteca Museu Víctor Balaguer, a més de mantenir relacions amb personatges de la vida cultural d'aquesta població.
Cristòfol Montserrat Jorba estigué relacionat amb la burgesia catalana i castellana; tingué relació amb el Compte de Churruca, amb el Marquès d'Alella, amb Fernando Álvarez de la Campa (fou Cap d'Estat Majori de la 4a Regió) o amb el sr. Degollada (fou Tinent Alcalde de l'Ajuntament de Barcelona), entre d'altres. També formà part del Reial Cercle Artístic de Barcelona des de 1899 fins a 1918-1919, i arribà a ser-ne soci propietari.
Cristòfol Montserrat Jorba es va casar amb Maria Costa Roure amb qui va tenir tres fills: Josep, Joan i Coloma (de la qual va fer un retrat). Va morir el 16 de novembre de 1935 a causa d'una embòlia cerebral al seu domicili de Barcelona. El seu funeral es va celebrar el dia 26 de novembre a l'església de Nostra Senyora del Rosari, al col·legi dels Dominics de Barcelona.

## Formació acadèmica
Com la majoria dels pintors del seu entorn Cristòfol Montserrat Jorba va estudiar a la Reial Acadèmia Catalana de Belles Arts de Sant Jordi, altrament coneguda com La Llotja per ser també el centre dels comerciants de Barcelona. Allà cursà dos anys acadèmics entre 1881 i 1883 sent un dels millors estudiants de la seva promoció, amb menció honorífica a l'assignatura de “Dibuix Antic”. Montserrat Jorba també es matriculà en les assignatures de “Dibuix del Natural”, “Secció 1 Colorit”, “Secció Còpia d'Estampa” i “Perspectiva”. Durant aquesta època que Montserrat i Jorba va ser alumne del professor Lluís Rigalt, cèlebre artista conegut per ser el precursor de la pintura au plein air a Catalunya amb clares influències del romanticisme.
A partir de 1883 Montserrat i Jorba ja no tornà a matricular-se a l'acadèmia barcelonina i acabà completant els seus estudis en altres centres acadèmics de París i Madrid. Contràriament a la norma de l'època, durant la seva estada a la capital espanyola l'artista no va estar matriculat a la prestigiosa Escuela Central de Madrid, actual Facultat de Belles Arts de la Universidad Complutense de Madrid, fet pel qual es creu que podria haver estudiat a una acadèmia privada.
El seu èxit en els estudis va anar seguit d'una carrera professional en auge que el portaria a retratar a personatges il·lustríssims.

## Carrera professional
Tot i que no hi ha més de la formació del pintor, poc temps després d'acabar els seus estudis, Montserrat i Jorba ja estava retratant a personatges de gran rellevància de l'època. En aquesta línia destaquen els retrats que va fer el 1888, només cinc anys després del seu últim curs a la Llotja, del rei Alfons XIII i de María Cristina d'Habsburg-Lorena, mare del rei i regent d'Espanya, així com de diferents personatges de la monarquia alemanya en ocasió de l'Exposició Universal de Barcelona que es va celebrar aquell mateix any. Només aquest fet demostra que Cristòfol Montserrat Jorba fou un important pintor de la seva època.

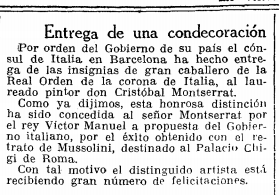
Notícia de "La Vanguardia" (17/5/1928) on s'explica que Montserrat i Jorba ha rebut la insígnia de Gran Cavaller de la Reial Ordre de la Corona d'Itàlia pel seu retrat de Benito Mussolini

Al llarg de la seva prolífica carrera, va exposar a sales i certàmens de gran rellevància. Cal destacar la seva participació en l'Exposició General de Belles Arts de 1894 (on va exposar dos retrats), celebrada al Palau de Belles Arts de Barcelona. També fou important la seva participació el 1895 a l'Exposició de Belles Arts i Indústries Artístiques, experiència que repetiria el 1898 exposant,en aquest cas, un retrat. Tanmateix, a finals de la dècada dels 90 Montserrat Jorba també exposava en altres llocs importants de l'àmbit artístic barceloní com la Sala Parés, on van poder contemplar-se quatre quadres que van ser ben rebuts per la crítica, com demostren els articles apareguts a la Revista Dinastia. Aquesta col·laboració amb la Sala Parés es repetí de nou durant els primers anys del segle xx, donat que el pintor hi tornà a exposar els anys 1905 i 1910. A una d'aquestes crítiques d'art que s'escrivien arran de les obres exposades es diu que en la del 1905 el pintor va exposar conjuntament amb la seva deixebla Josefa Noguer.
L'any 1915 la Galeria de Catalans Il·lustres li encarregà la creació del retrat de Miquel Biada i Bunyol, personatge molt conegut a l'època per la seva relació amb l'arribada del ferrocarril a Espanya. L'any 1921 és la data en la qual es constata la seva enorme reputació, atès que la Biblioteca Museu Víctor Balaguer va decidir homenatjar el pintor. Aquesta celebració serveix per matissar quin era el seu ambient social, ja que va rebre el suport d'importants personatges de la societat catalana així com de la societat francesa, entre d'altres. En la mateixa línia, és també de summa importància el fet que el 1929, Cristòfol Montserrat va rebre la insígnia de Gran Cavaller de la Reial Corona d'Itàlia pel seu retrat de Benito Mussolini, ubicat al Palazzo Chigi de Roma. També realitzà un retrat del dictador Adolf Hitler, tot i que es desconeix la seva actual ubicació.

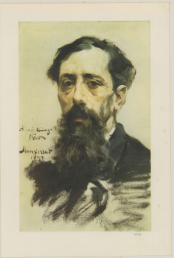
Litografia de Joan Olivà i Milà

Durant la seva vida va realitzar una important quantitat de retrats a diverses personalitats catalanes com l'il·lustre Víctor Balaguer, Manuel Duran i Bas, rector de la Universitat de Barcelona del 1896 al 1899, el capità Valerià Weyler i Nicolau o Eugenio Mascareñas y Hernández, entre d'altres. La major part de la seva clientela formava part de l'alta burgesia o de l'aristocràcia, a qui el pintor realitzava tant retrats per encàrrec com obres de tipus decoratiu per a la venda en exposicions, tot i que sempre mantenint la figura humana com a eix central de la seva obra.
Cristòfol Montserrat Jorba va ser una figura notable de gran projecció. La seva obra és en major part a l'oli, tot i que es troben algunes excepcions curioses, ja que s'ha conservat alguna litografia, com la realitzada a partir del retrat de 1898 de Joan Oliva i Milà, poeta, professor i impressor de Vilanova i la Geltrú. Aquest retrat, sens dubte d'una expressió més despreocupada, permet saber que Montserrat i Jorba també era capaç de crear i cultivar un tipus d'art més proper i espontani, lluny de la sobrietat i rigidesa característica dels seus retrats de caràcter més oficial.

## Catàleg d'obra
|  |  |  |
|  |  |  |
|  |  |  |
|  |  |  |
|  |  |  |
|  |  |  |
|  |  |  |
|  |  |  |

### Museu Víctor Balaguer
- Retrat de Salvador Samà (1884).
- Noi algerí (1888).
- Retrat de Joan Serafín Vidal (1888).
- Retrat de Josep Pollés i Oliver (1897).
- Retrat de Joan Oliva Milà (1898).
- Retrat del Marqués de Castrofuerte (1899).
- Retrat Víctor Balaguer (1900).
- Retrat de D. Juan Torrents i de Higuero (1910).
- Retrat de Joaquim Basora (1921).
- Autorretrat (C.Montserrat) (1921).
- Retrat del Pare Eduardo Llanas (1921).
- Retrat del Marquès Josep Ferrer-Vidal Soler (1929).
- Retrat Tomeu Viñas (1934).

### Universitat de Barcelona
- Retrat Manel Duran i Bas (1900-1901).
- Retrat Joaquim Rubió i Ors (1900-1901).

### Reial Acadèmia de les Ciències i les Arts de Barcelona
- Retrat d'Eugenio Mascareñas Hernández (1917).

Reial Acadèmia de les Bones Lletres
- Retrat de Miquel Biada i Bunyol (1915).

### Museu de l'Exèrcit de Toledo
- Retrat del Capità General Valerià Weyler Nicolau (1910).

Palazzo Chigi
- Retrat de Benito Mussolini (1929).

### Obres subhastades
- Retrat de nena amb barret (1911).
- Retrat del poeta i polític Alberto Quintana (1907).
- Retrat de dos germans.